# Nordstraße (Bremen)
Die Nordstraße ist eine historische Straße in Bremen im Stadtteil Walle, Ortsteile Steffenswegund und Walle. Sie führt in südwestlicher – nordöstlicher – Richtung stadtauswärts von der Hans-Böckler-Straße / Hansestraße bis zur Bremerhavener Straße / Emder Straße. Sie ist Teil des Straßenzugs, der nordöstlich entlang des Hafengebiets verläuft und daher allgemein oft als Hafenrandstraße bezeichnet wird.
Sie gliedert sich in die Teilbereiche:
- Hansestraße bis Waller Ring und
- Waller Ring bis Emder Straße.

Die Querstraßen wurden u. a. benannt als Grenzstraße (1868) nach der Grenze zwischen den Feldmarken Utbremen und Walle, Heimatstraße (1887) nach der Heimat der neuen Anlieger, Elisabethstraße (1874) nach dem Vornamen, Eintrachtstraße (1887) nach dem Wunsch der Anlieger hier einträchtig wohnen zu wollen, Wiedstraße (1911) nach den tiefliegenden Weiden, Friedenstraße nach den Wunsch der Anlieger hier in Frieden zu wohnen, Bogenstraße (1911) nach dem bogenförmigen Verlauf, Columbustraße nach Christoph Kolumbus, Überseetor (2002) als Erinnerung an den ehemaligen Überseehafen von 1906 bis 1998, Waller Ring, der verbunden ist mit dem Utbremer Ring und dem Osterfeuerberger Ring, Backbord nach einer für Bremen typischen seemännischen Bezeichnung für die vom Heck zum Bug gesehenen linken Seite eines Schiffs; ansonsten siehe beim Link zu den Straßen.
Die Nordstraße ist die Straße mit der neunhöchsten Hausnummer (Nr. 425).

## Geschichte

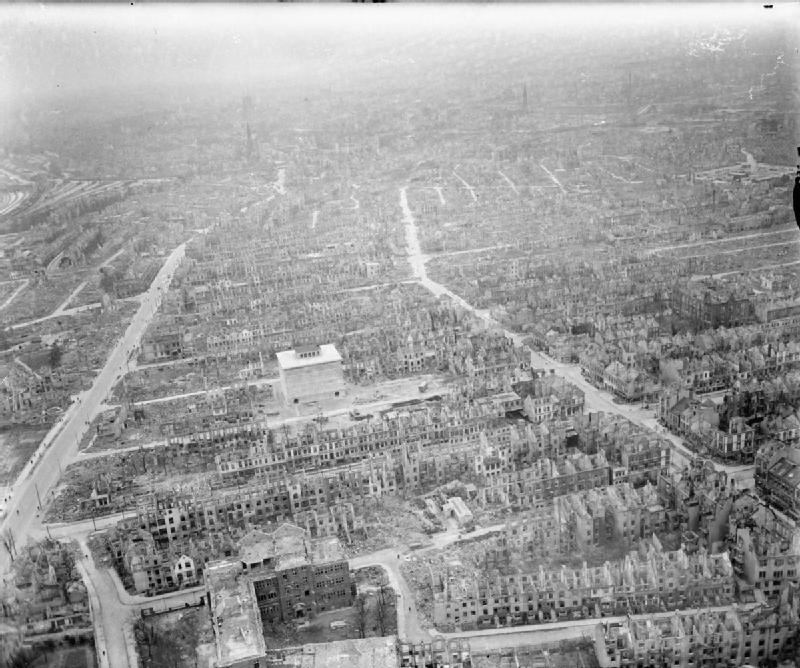
1945: Zerstörtes Walle; Blick nach Südosten Richtung Zentrum

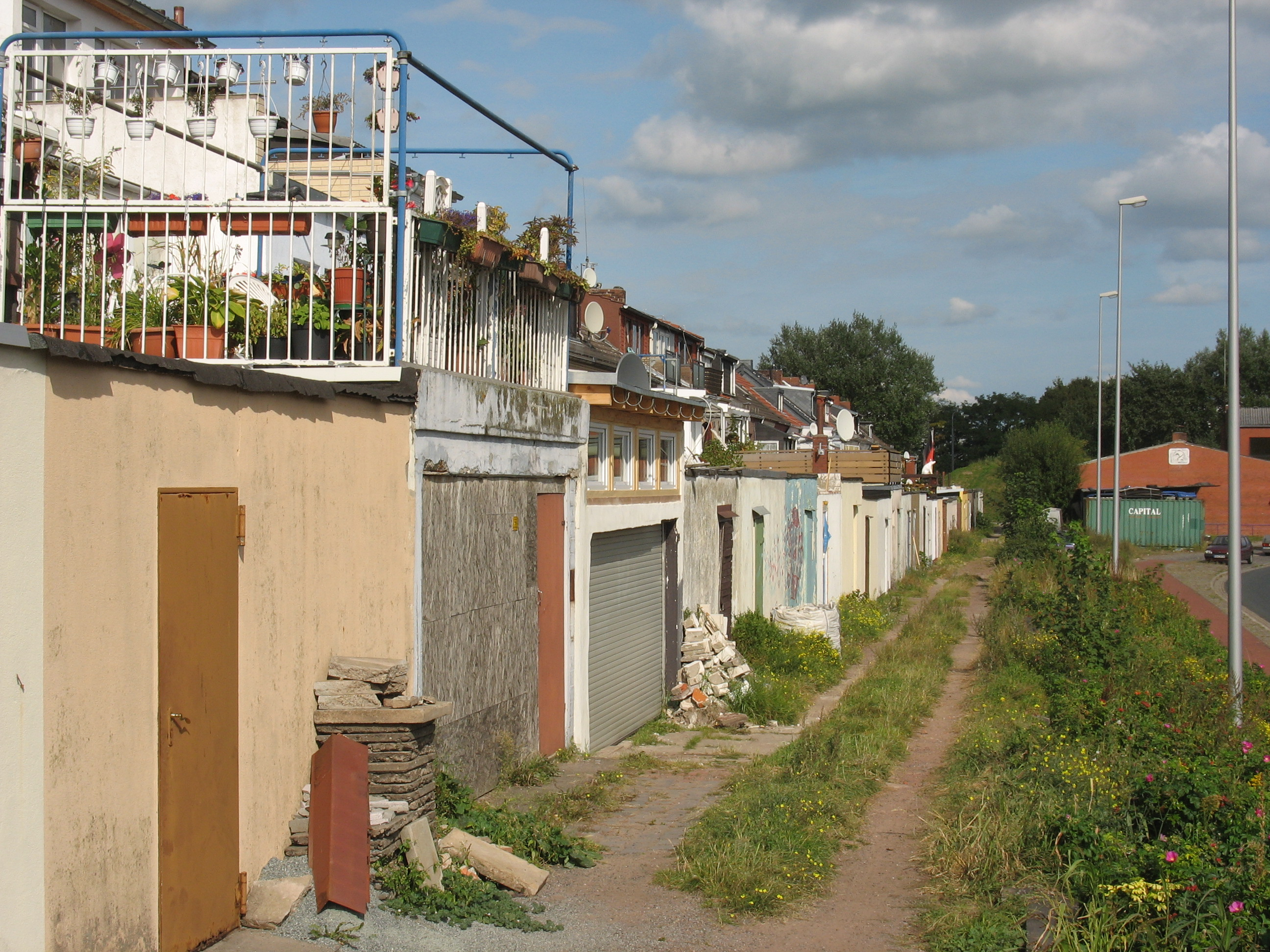
Waller Wied: Rückseite der Häuser

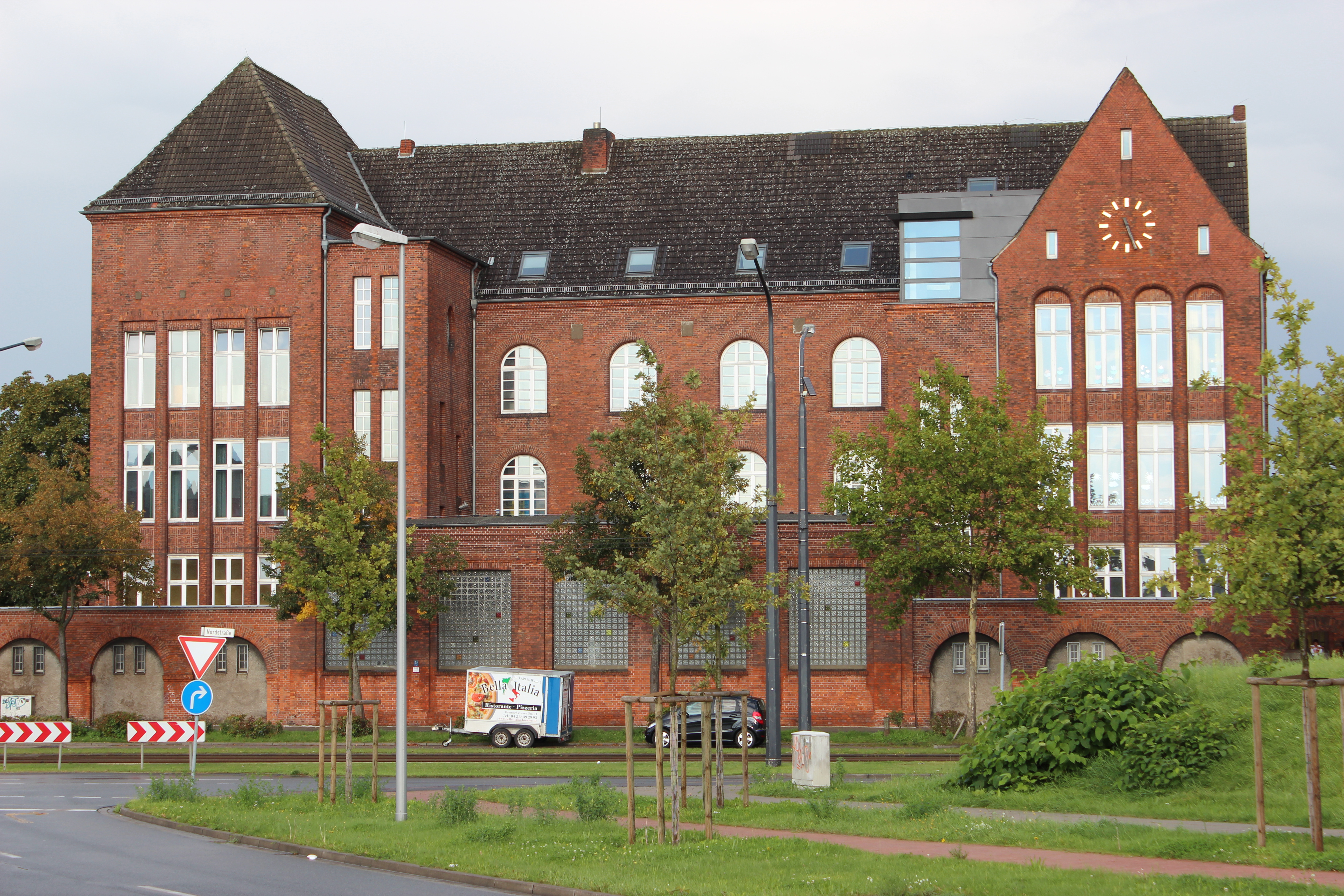
Nr. 349: Schule an der Nordstraße

### Entwicklung
1841 wurde der erste Teil der Nordstraße angelegt und so benannt. Zu diesem Teil gehörte auch die heutige Hans-Böckler-Straße, die 1951 so benannt wurde. 1848 erfolgte die Eingemeindung der Feldmark Utbremen und 1885 die der Landgemeinde Walle in die Stadt Bremen. 1870 konnte die Nordstraße weiter ausgebaut werden. Westlich, zur Weser hin, entstanden 1887 der Europahafen und 1906 der Überseehafen. An der Nordstraße und ihren Querstraßen wurde Wohnungen als Miets- und als Reihenhäuser für die Fabrik- und Hafenarbeiter gebaut.
Das Wohnquartier Waller Wied oder auch Heimatviertel genannt, zwischen Nordstraße und Hafenzaun, entstand ab 1889 ganz in der Nähe der Fabrik der Bremer Jute. Arbeiterfamilien – viele aus dem Osten – siedelten in den neuen Arbeiterhäuser. 1944 wurde das Viertel zerstört. Ab 1950 erfolgte hier der Wiederaufbau.
Nach dem Ersten Weltkrieg wurden weitere Bauten des sozialen Wohnungsbaus errichtet. Walle und Gröpelingen waren typische Arbeitervorstädte und Hochburgen der SPD und KPD.
Bei den Luftangriffen auf Bremen wurden 1944 in Walle rund 25.000 Wohnungen zerstört. Der Wiederaufbau des zerstörten Stadtteils erfolgte weitgehend in den 1960er und 1970er Jahren.
Nach dem Zweiten Weltkrieg betrieb Heinz Hermann Gerdes ein Lokal, das den legendären Namen Golden City trug. Hinzu kamen dann u. a. die Bambus–Bar und Krokodil. Im hafennahen Bereich entwickelte sich eine kleine Szene des Nachtlebens. Um die 40 Kneipen und Lokale gab es bald in den 1950er- und 1960er-Jahren, wo sich Hafenarbeiter, Seeleute und die „Halbwelt“ begegneten. Die Küste, wie es hieß, wurde das Vergnügungsviertel am Bremer Hafen. Bambus-Bar, (heute Happy Night), Elefant und Krokodil existieren noch (Stand 2017). In einem Kulturprojekt als mobile Hafenbar „Golden City“ in der Überseestadt werden seit 2013 Erinnerungen an die Hoch-Zeiten der Küste verarbeitet.
Im September 1976 hatte das Gartenbauamt Bremen, später Stadtgrün Bremen, an dem Böschungshang an der Nordstraße 16.000 Narzissenzwiebeln in der Form einer maritimen Waller Welle gepflanzt. 26 gelb blühende Wellen waren seit 1977 auf einer Länge von 400 Metern zu sehen. Neuen Schwung erfuhr die Waller Welle bei einer gesponserten Nachpflanzaktion von 2015, realisiert durch Schüler der Oberschule Helgolander Straße, der Oberschule am Waller Ring, der Gesamtschule West (GSW) und der Schule an der Vegesacker Straße.

### Straßenbahn
Die erste Pferdebahnstrecke der Großen Bremer Pferdebahn fuhr ab 1881 als Ringbahn durch einen Teil der damaligen Nordstraße, heute Hans-Böckler-Straße.
Die Strecke in der heutigen Nordstraße wurde um 1900 als Verlängerung zum Holzhafen eröffnet. Seit der Einführung von Liniennummern 1908 fährt hier unverändert die Linie 3, im Westen seit 1949 nach Gröpelingen, im Osten seit 1939 zum Weserwehr.

## Gebäude und Anlagen
An der Straße befinden sich zwei- bis viergeschossige Gebäude, die zumeist Wohnhäuser sind und im Bereich Hansestraße Geschäftshäuser.
Baudenkmale
- Nr. 349: 3-gesch. Grundschule an der Nordstraße (früher Volksschule am Holzhafen) von 1910 nach Plänen von Wilhelm Knop und Max Fritsche im Stil der Jahrhundertwende. An der Schule wirkte der Pädagoge und Rektor, später Leiter der Pädagogischen Hochschule, Hinrich Wulff.

 Gebäude und Anlagen
- Im Bereich ab der Hansestraße befinden sich zunächst beidseitig  3-gesch. Geschäftshäuser (Bestattungsinstitut, Getränkemarkt, Fahrradzentrum)
- Fast die gesamte Westseite der Straße wird dann begleitet durch einen grünen Wall, der die Straße von dem Ortsteil Überseestadt als früheres Hafengiet trennt.
  - Durch den Wall führen Eintrachtstraße, Wiedstraße, Friedenstraße und Bogenstraße in eine 2-gesch. Reihenhaussiedlung Waller Wiedbzw. auch Heimatviertel.
- An der Ostseite dominieren Wohnhäuser:
  - Von Nordstraße Nr. 35 bis Grenzstraße: 2-gesch. Reihenhäuser
  - ex 201/203: Kino Welt-Theater von 1917 bis 1944 (zerbommt) mit 770 Plätzen, Inhaber C. Goppold und ab 1922 W. A. Braune
  - Von Grenzstraße bis Elisabethstraße: 4-gesch. Mietshäuser
  - Nr. 305 bis 331: 4-gesch. Wohn- und Geschäftshäuser
  - Nr. 349: 3-gesch. Grundschule an der Nordstraße (s. o.)
  - Von Bremervörder Straße bis Waller Ring: 3-gesch. Wohn- und Geschäftshäuser
  - Nr. 365 bis 371: 2- und 3-gesch. Gast- und Wohnhäuser auch im Bereich der Leutweinstraße
  - Nr. 381 bis 421: 3-gesch. Wohnhäuser
  - Bremerhavener Straße 155/157: 1- bis 3-gesch. Gebäude des Arbeiter-Samariter-Bundes (ASB), Landesverband Bremen
- Hinweise
  - Die neugotische, evangelischen Wilhadikirche von 1878 wurde 1944 zerstört und nicht wieder aufgebaut.
  - Das erhaltene Volkshaus von 1928 lag an der Nordstraße, die in diesem Bereich nach 1945 als Hans-Böckler-Straße benannt wurde.
  - ex Nr. 270: Das Säuglings- und Kinderheim der Jutespinnerei Bremen von 1905 nach Plänen von Hugo Wagner wurde 1954 abgebrochen.
  - Von 1878 bis 1880 entstand mit 45 Betten der Neubau des Diakonissenhauses nach Plänen von Gustav Runge (Bauleitung Wilhelm Below).
  - ex Nr. 116: Das gestiftete Kahrwegs Asyl für arme Sieche wurde 1882 nach Plänen von Johannes Rippe gebaut, 1897 nach Plänen von Heinrich Flügel erweitert und 1944 zerbomt.

Denkmale, Gedenksteine
- Stolpersteine für die Opfer des Nationalsozialismus gemäß der Liste der Stolpersteine in Bremen:
  - ex Nr. 210 (Höhe Grenzstraße): für Alfred Cohen (1864–1942), Alfred Cohen (1896–?), ermordet in Theresienstadt und Minsk, Flora Cohen, deportiert (1875–überlebte), Moritz Liebenthal (1875–1942, Theresienstadt), Zilla Mannheim (1870–1942, Theresienstadt), Ruth Meyer (1905–?, Minsk), Werner Meyer (1934–?, Minsk), Adele Polak (1870–?, Minsk), Carl Polak (1901–?, Minsk), Gertrud Roer (1906–?, Minsk), Reinhold Roer (1938–?, Minsk), Walter Roer (1907–?, Minsk), Alfred Schachtel (1906–?, Minsk), Sara Schachtel (1876–?, Minsk), Siegbert Schachtel (1911–?, Minsk), Goldine Scheurenberg (1868–?, Minsk), Albert Seligmann (1869–?, Treblinka), Jenny Seligmann (1868–?, Treblinka), Elias ter Berg (1888–?, Minsk), Jenny ter Berg (1927–?, Minsk), Mathilde ter Berg (1888–?, Minsk), Richard Wolf (1885–?, Minsk), Rosa Wolf (1893–?, Minsk), Emma Wolff (1881–1953, Theresienstadt).
  - ex Nr. 207/209 (Höhe Osterlingerstraße 118): für  Bertha Platzer (1887–?) und Josef Platzer (1882–?), beide ermordet in Minsk